# Нахічеванське ханство
Нахічеванське ханство (азерб. Naxçıvan Xanlığı) — феодальна держава, що існувала між 1747 і 1828 роками в долині між Вірменською областю Сюнік і річкою Арас, на землях, Нахічеванської Автономної Республіки сучасного Азербайджану та провінцією Вайоц Дзор Вірменії, колишньою Daralagöz. На той час вона межувала з Реванським, Карабахським і Макуським ханствами. Нахічеванським Ханством правила азербайджанська династія Кенгерли, що проживала у регіоні. Населення ханства переважно мусульмани.

## Дата заснування
Нахічеванське ханство засноване в 1747 році Гейдар Кулі ханом, який оголосив себе правителем Нахічеваня, після смерті Надір-шаха, правителя династії Афшар в Південному Азербайджані. За часів Панах-хана, правителя Карабаського ханства, Нахічевань входив до його складу. Під час російсько-перської війни 1804-1813 років, армія Російської імперії під командуванням Івана Гудовича в 1808 році зайняла Нахічевань і на підставіі Гюлістанського договору  Нахічевань потрапив до складу  Російської імперії. Після російсько-перської війни 1826-1828 років і Туркманчайського мирного договору росіяни об'єднали територію Нахічеванського ханства з територією Ериванського ханства і створили Вірменську область з центром у Єревані.

## Правителі
- Хайдар Кулі-хан (1747—1787)
- Калб Алі Хан (1787—1823)
- Ехсан Хан (1823—1828)
- Карім-хан з Кангара (1828—1834)

## Дивіться також
- Азербайджанські ханства